# Futboll Klub Kukësi 2015-2016

## Rosa
| N. |                               | Ruolo | Calciatore                   |
| -- | ----------------------------- | ----- | ---------------------------- |
| 2  | Albania (bandiera)            | D     | Resul Kastrati               |
| 4  | Albania (bandiera)            | D     | Ylli Shameti (vice-capitano) |
| 5  | Albania (bandiera)            | D     | Rexhep Memini                |
| 6  | Albania (bandiera)            | D     | Kostandin Ndoni              |
| 7  | Albania (bandiera)            | D     | Gledi Mici                   |
| 8  | Macedonia del Nord (bandiera) | A     | Izair Emini                  |
| 9  | Brasile (bandiera)            | A     | Erick Flores                 |
| 10 | Brasile (bandiera)            | C     | Jean Carioca                 |
| 11 | Albania (bandiera)            | D     | Nertil Ferraj                |
| 12 | Albania (bandiera)            | P     | Ervis Koçi                   |
| 13 | Albania (bandiera)            | D     | Rrahman Hallaçi              |
| 15 | Brasile (bandiera)            | A     | Felipe Moreira               |
| 16 | Albania (bandiera)            | C     | Edon Hasani                  |
| 18 | Albania (bandiera)            | C     | Eni Imami                    |
| 19 | Brasile (bandiera)            | A     | Mateus                       |
| 20 | Albania (bandiera)            | C     | Fjoart Jonuzi                |

| N. |                    | Ruolo | Calciatore               |
| -- | ------------------ | ----- | ------------------------ |
| 21 | Croazia (bandiera) | A     | Matija Dvorneković       |
| 23 | Kosovo (bandiera)  | C     | Besar Musolli            |
| 24 | Albania (bandiera) | D     | Renato Malota (capitano) |
| 25 | Brasile (bandiera) | A     | Williams Recife          |
| 27 | Albania (bandiera) | A     | Mario Morina             |
| 30 | Kosovo (bandiera)  | C     | Lapidar Lladrovçi        |
| 31 | Albania (bandiera) | P     | Enea Koliçi              |
| 99 | Albania (bandiera) | C     | Ansi Nika                |
|    | Brasile (bandiera) | C     | Birungueta               |
|    | Albania (bandiera) | C     | Arbër Mone               |
|    | Brasile (bandiera) | C     | Felipe Hereda            |
|    | Albania (bandiera) | C     | Denis Peposhi            |
|    | Kosovo (bandiera)  | C     | Drilon Tejeci            |
|    | Kosovo (bandiera)  | C     | Mergent Sulmataj         |
|    | Albania (bandiera) | A     | Edison Qafa              |
|    | Croazia (bandiera) | A     | Mario Mijatović          |